# Tetrix nanus
Tetrix nanus är en insektsart som beskrevs av Bruner, L. 1910. Tetrix nanus ingår i släktet Tetrix och familjen torngräshoppor. Inga underarter finns listade i Catalogue of Life.